# Costa de Coïns
La Costa de Coïns és una costa situada al vessant dret de la Riera de Sanaüja a uns 2,5 km. al SE del poble de Sant Climenç, al municipi de Pinell de Solsonès, comarca del Solsonès.